# Villadepera (kommunhuvudort)
Villadepera är en kommunhuvudort i Spanien.   Den ligger i provinsen Provincia de Zamora och regionen Kastilien och Leon, i den nordvästra delen av landet, 240 km nordväst om huvudstaden Madrid. Villadepera ligger 739 meter över havet och antalet invånare är 269.
Terrängen runt Villadepera är platt österut, men västerut är den kuperad. Runt Villadepera är det mycket glesbefolkat, med 5 invånare per kvadratkilometer. Närmaste större samhälle är Fonfría, 9,8 km norr om Villadepera. Omgivningarna runt Villadepera är i huvudsak ett öppet busklandskap.